# Герб комуни Боксгольм
Герб комуни Боксгольм (швед. Boxholms kommunvapen) — символ шведської адміністративно-територіальної одиниці місцевого самоврядування комуни Боксгольм. 

## Історія
Герб було розроблено для торговельного містечка (чепінга) Боксгольм. Отримав королівське затвердження 1947 року.    
Після адміністративно-територіальної реформи, проведеної в Швеції на початку 1970-х років, муніципальні герби стали використовуватися лишень комунами. Цей герб був 1971 року перебраний для нової комуни Боксгольм.
Герб комуни офіційно зареєстровано 1974 року.

## Опис (блазон)
Щит розтятий і перетятий, у першому та четвертому золотих полях — поясне зображення червоної кози з синіми рогами та копитами, у другому та третьому червоному полях — по золотому алхімічному знаку заліза.

## Зміст
Коза походить з герба давніх власників містечка Стенбоків та вказує на назву поселення (швед. bock= коза). Алхімічний знак символізує видобуток заліза та металургійну промисловість.